# 赛汗比勒格内阁
赛汗比勒格内阁是2014年11月至2016年7月执政的蒙古国内阁。

## 沿革
因为蒙古国经济形势持续下滑，蒙古国总理诺罗布·阿勒坦呼亚格在2014年11月5日被国家大呼拉尔弹劾罢免。此后执政党民主党提名上届政府的办公厅主任兼国务部长其米德·赛汗比勒格为总理人选。2014年11月21日，国家大呼拉尔选举产生了第28任总理赛汗比勒格，44名国家大呼拉尔委员参加了投票，其中42人赞成、2人反对；最大反对党蒙古人民党26名国家大呼拉尔委员全体缺席，以抗议执政党民主党对赛汗比勒格的提名，并且表示不会参加新政府。赛汗比勒格当选后在国家大呼拉尔发表讲话称：“新政府主要关注三项工作：第一经济，第二经济，第三还是经济。”他说新政府将扶持私营企业发展、支持国家大型企业，促进产业结构多元化，重点发展旅游业、信息技术业、农牧业等产业，并将推动“草原之路”倡议、煤制气、铁路改造等等大项目。根据蒙古国法律规定，赛汗比勒格将在两周内组建新一届政府。
经执政党民主党同蒙古人民党、正义联盟等在国家大呼拉尔拥有席位的党派协商，各党派对政府部门结构及各部门负责人提名人选等问题大致达成共识。2014年12月4日，国家大呼拉尔全体会议讨论并表决通过了《政府结构和成员法》。根据该法规定，蒙古国政府共由19位成员组成，包括蒙古国总理、副总理、政府办公厅主任、15个政府部门部长以及新增设的蒙古国家部长（State minister of Mongolia ）；同时再次改组政府部门，将对外关系与经济合作部更名为对外关系部；交通运输与建筑城建部拆分成交通运输部、建筑与城市建设部；矿产与能源部拆分成矿产部、能源部；工业与农业部拆分成工业部、食品与农业部；撤销文化体育与旅游部，该部原文化领域职能划归原教育与科技部并且更名为教育文化与科技部，原旅游领域职能划归原自然环境与绿色发展部并且更名为自然环境绿色发展与旅游部，原体育领域职能划归原卫生部并更名为卫生与体育部。改组后的政府部门为：对外关系部、财政部、国防部、司法部、自然环境绿色发展与旅游部、交通运输部、建筑与城市建设部、矿产部、能源部、食品与农业部、工业部、人口与社会保障部、劳动部、教育文化与科技部、卫生与体育部。
2014年12月5日上午，新任总理赛汗比勒格向国家大呼拉尔主席米耶贡布·恩赫包勒德提交了关于任命和免除部分政府成员的议会提议草案。2014年12月5日晚，国家大呼拉尔召开全体会议讨论该议案，经表决以98.3%支持率通过了由蒙古人民党提名的呼日勒苏赫为新任副总理。在当日的会议上，各方还就其他政府成员提名人选进行了讨论，但未达一致，定于2014年12月9日国家大呼拉尔全体会议上继续讨论。
2014年12月10日凌晨，国家大呼拉尔投票通过了新总理赛汗比勒格提交的新一届政府成员名单，新政府由19名成员组成。新一届政府被蒙古国媒体称为“决策政府”，由在国家大呼拉尔拥有席位的民主党、蒙古人民党和“正义联盟”共同组建。
2015年7月3日，民主党以不称职为由，宣布将罢免联合政府中来自蒙古人民党的高级官员。2015年8月6日，国家大呼拉尔罢免了来自蒙古人民党的1名副总理和5名部长。2015年9月8日，国家大呼拉尔召开特别会议，通过了由总理赛汗比勒格提名的1名副总理和5名部长人选。其中，奥云巴特尔（Ts.Oyunbaatar）以89.7%的得票率当选为副总理；包勒尔（B.Bolor）以91.7%的得票率当选为财政部部长；卓里格特（M.Zorigt）以87.5%的得票率当选为交通部部长；巴特策勒格（N.Battsereg）以88.1%的得票率当选为环境部部长；巴雅尔赛汗（G.Bayarsaikhan）以98.3%的得票率当选为劳动部部长；巴音色楞格（Z.Bayarsaikhan）以93.1%的得票率当选为城市发展和建设部长。上述6位当选的官员均是来自民主党的国家大呼拉尔委员。

## 组成
19位内阁阁员为：
- 总理：其米德·赛汗比勒格（民主党）（2014年11月21日任命）
- 副总理：乌赫那·呼日勒苏赫（蒙古人民党）（2014年12月5日—2015年8月6日）→策德布达木巴·奥云格日勒（民主党）（2015年9月8日任命）
- 政府办公厅主任：桑格扎布·巴亚尔朝格特（民主党）（2014年12月10日任命）
- 对外关系部长：龙德格·普日布苏伦（民主党）（2014年12月10日任命）
- 财政部长：扎尔格勒图勒嘎·额尔登巴特（蒙古人民党）（2014年12月10日—2015年8月6日）→B. 包勒尔（民主党）（2015年9月8日任命）
- 国防部长：策仁达希·朝勒蒙（蒙古人民革命党）（2014年12月10日任命）
- 司法部长：达木布·道尔利格扎布（民主党）（2014年12月10日任命）
- 自然环境绿色发展与旅游部长：杜拉木苏伦·奥云浩罗勒（蒙古人民党）（2014年12月10日—2015年8月6日）→N.巴特策勒格（民主党）（2015年9月8日任命）
- 交通运输部长：N.铁木尔呼Namkhai Tumurkhuu（蒙古人民党）（2014年12月10日—2015年8月6日）→M. 卓力格特（民主党）（2015年9月8日任命）
- 建筑与城市建设部长：达木丁·朝格特巴特尔（蒙古人民党）（2014年12月10日—2015年8月6日）→Z.巴音色楞格（民主党）（2015年9月8日任命）
- 矿产部长：R.吉格吉德Rentsendoo Jigjid（民主党）（2014年12月10日任命）
- 能源部长：达希道尔吉·卓力格特（民主党）（2014年12月10日任命）
- 食品与农业部长：R.包尔玛Radnaa Burmaa女（民主党）（2014年12月10日任命）
- 工业部长：敦得格道尔吉·额尔登巴特（民主党）（2014年12月10日任命）
- 人口与社会保障部长：索德诺木曾杜·额尔登（民主党）（2014年12月10日任命）
- 劳动部长：S.青枣力格Sodnom Chinzorig（蒙古人民党）（2014年12月10日—2015年8月6日）→G. 巴亚尔赛汗（民主党）（2015年9月8日任命）
- 教育文化与科技部长：鲁布桑尼亚木·钢铁木尔（民主党）（2014年12月10日任命）
- 卫生与体育部长：冈呼亚格·希勒格丹巴（蒙古人民革命党）（2014年12月10日任命）
- 蒙古国部长：门德赛汗·恩赫赛汗（蒙古民族民主党）（2014年12月10日任命）